# Volturino

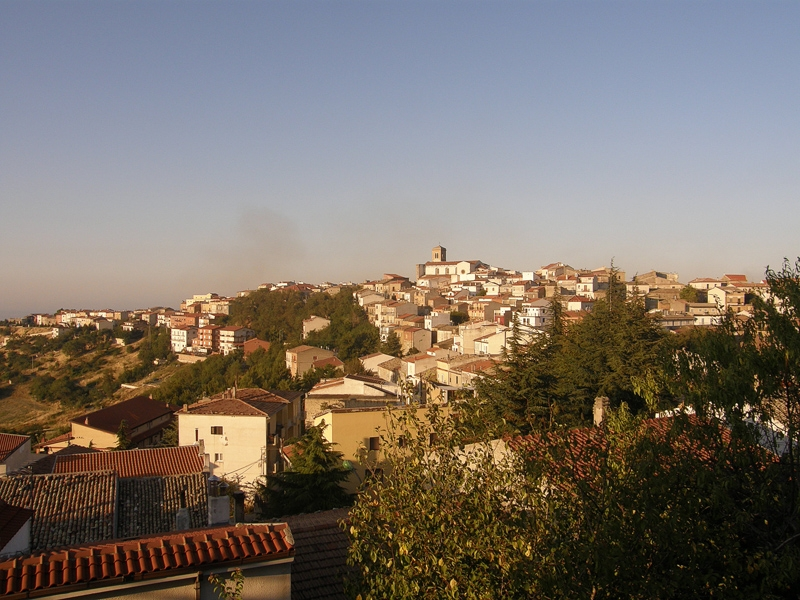
Volturino

Volturino ist eine italienische Gemeinde (comune) mit 1517 Einwohnern (Stand 31. Dezember 2023) in der Provinz Foggia in Apulien. Die Gemeinde liegt etwa 35 Kilometer westnordwestlich von Foggia.

## Verkehr
Durch die Gemeinde führt die Strada statale 17 dell'Appennino Abruzzese e Appulo Sannitica von Antrodoco nach Foggia.